# Karl Sidenvall
Karl Johan Ferdinand Sidenvall, född 3 april 1878 i Hedemora, död 20 september 1956, var en svensk bergsman och ämbetsman.
Karl Sidenvall var son till urmakaren Johan Engelbert Sidenvall. Han avlade mogenhetsexamen i Falun 1896 och utexaminerades från Tekniska högskolan 1900. Han var extra lärare vid Bergsskolan i Falun 1900–1903, biträdande gruvingenjör vid Stora Kopparbergs bergslags AB 1901–1903, gruvingenjör vid Höganäs-Billesholms AB och Höganäs stenkolsgruva 1903–1907 och lärare i gruvbrytning med mera vid Bergsskolan i Falun 1907–1913. 1910–1913 var han även tillförordnad gruvingenjör vid Gävle-Dala bergmästaredistrikt. Efter att 1913 ha blivit bergmästare i Södra bergmästaredistriktet i Helsingborg utsågs han 1918 till överingenjör för smältverk och mangangruvor vid Wargöns AB. Sidenvall var 1921–1944 kommerseråd och byråchef för bergsbyrån i Kommerskollegium och fungerade 1936–1944 även som generaldirektörens ställföreträdare. Han gjorde många studieresor i Europa. Sidenvall deltog i Sveriges geologiska undersöknings malmfältsundersökningar i Lappland 1899 och dess malminventering 1908 samt var sakkunnig i skiljedomstolen rörande gruvtvister i Marocko 1921–1922. Han besökte Spetsbergen fem gånger 1910–1931 och var 1928–1951 VD för Nya svenska stenkolsaktiebolaget Spetsbergen och ledamot av dess styrelse. Som ordförande i 1940 års skifferoljesakkunniga ledde Sidenvall viktiga undersökningar av alunskiffer i Kvarntorp. Av Sidenvalls skrifter märks Oberschlesiens geologi och malmbrytning (1911), Stenkol (1929) och Gruvlagstiftning (1931, i De tekniska vetenskaperna). Sidenvall hade kommunala uppdrag i Djursholm, bland annat som stadsfullmäktig 1932-1938, från 1936 som vice ordförande.